# Xaintrailles
Xaintrailles település Franciaországban, Lot-et-Garonne megyében. Lakosainak száma 378 fő (2022. január 1.). Xaintrailles Ambrus, Barbaste, Buzet-sur-Baïse, Lavardac, Mongaillard és Pompiey községekkel határos.

## Népesség
A település népessége az elmúlt években az alábbi módon változott:
| Lakosok száma | 408  | 349  | 410  | 380  | 413  | 416  | 418  | 398  | 388  | 378  |
|               | 1968 | 1982 | 1990 | 2006 | 2013 | 2015 | 2017 | 2019 | 2020 | 2022 |